# 죽백초등학교
죽백초등학교는 대한민국 경기도 평택시에 있는 공립 초등학교이다.

## 연혁
- 1944.04.02 안성죽백국민학교 설립 개교
- 1944.08.31 안성원곡국민학교에서 안성죽백국민학교로 신축 이전
- 1983.01.01 안성교육청에서 평택교육청으로 편입
- 1985.03.01 죽백초등학교 병설유치원 개원
- 1996.03.01 죽백국민학교에서 죽백초등학교로 개칭
- 2012.03.01 경기도교육청 지정 혁신학교 지정(4년차 운영)
- 2014.02.14 제65회 졸업식(총 3,172명 졸업생 배출)
- 2014.03.01 제21대 박미연 교장 부임
- 2014.03.01 12학급(특수 1), 유치원 1원 편성